# Gregová
Gregová (1168 m) – szczyt na wschodnim krańcu Niżnych Tatr na Słowacji. Wznosi się u południowo-wschodnich podnóży Kráľovej hoľi. Jego południowo-wschodnie stoki opadają do Kotliny Helpiańskiej w miejscowości Telgárt. U podnóży Gregovej znajduje się Źródło Hronu, z którego wypływa rzeka Hron.  Zachodnie stoki Gregovej opadają do dolinki potoku Zubrovica, w północne wcina się Zbojnícky potok.
Gregová jest całkowicie porośnięta lasem. W jej skałach wykuto mający postać pętli Tunel Kornela Stodolu o długości 1239,4 metra dla linii kolejowej 173 Margecany – Červená Skala. Pociąg wjeżdża do niego Wiaduktem Telgarckim o wysokości 22 m.

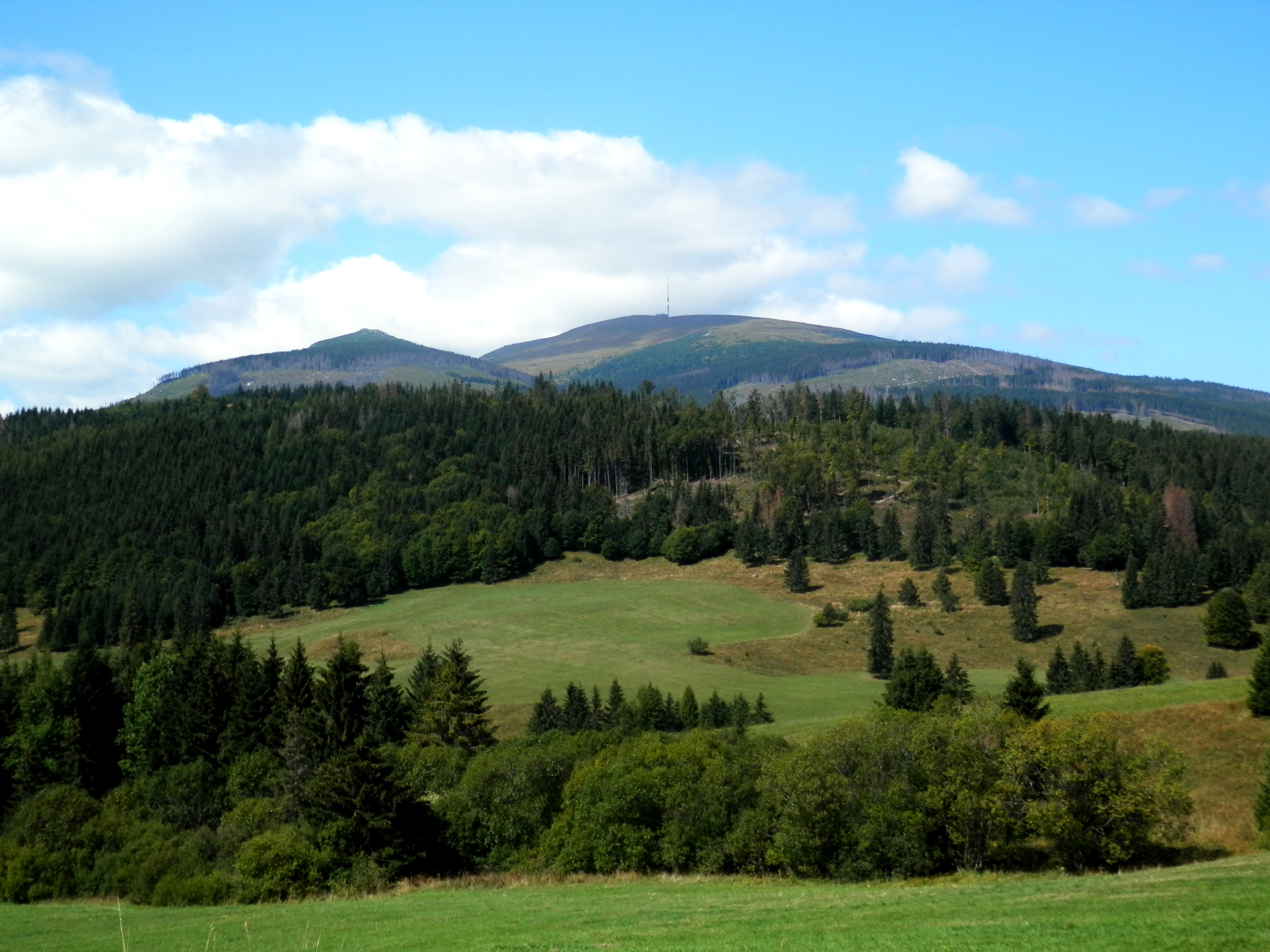
Widok z przełęczy Besník. Na dole Gregová, nad nią Kráľova skala i Kráľova hoľa